# Beliophorus
Beliophorus là một chi bọ cánh cứng trong họ 
Elateridae.
Chi này được miêu tả khoa học năm 1829 bởi Eschscholtz.

## Các loài
Các loài trong chi này gồm:
- Beliophorus cebrionides Eschscholtz, 1829
- Beliophorus cebrionoides Eschscholtz, 1829
- Beliophorus natalensis Schwarz
- Beliophorus viduus Boheman